# Alan Voskuil
Alan Mark Voskuil (* 10. September 1986 in Mobile (Alabama)) ist ein US-amerikanisch-dänischer Basketballspieler.

## Laufbahn
Voskuils Mutter Helle ist Dänin, sein US-amerikanischer Vater David war von 1976 bis 1978 bei Horsens BC in Dänemark als Spielertrainer tätig.
Er spielte Basketball an der L.D. Bell High School im US-Bundesstaat Texas und zwischen 2005 und 2009 an der Texas Tech University (erste NCAA-Division). Er spielte in der Hochschulmannschaft unter Trainer Bob Knight. Voskuil bewies dort bereits seine Stärke beim Distanzwurf und traf im Laufe der vier Jahre 203 Dreipunktwürfe bei einer Erfolgsquote von 44,1 Prozent. Seine beste Saison in den Farben der Texas-Tech-Hochschulmannschaft war seine letzte (2008/09), als er im Durchschnitt 13,8 Punkte und 4,1 Rebounds erzielte.
Sein erster Halt als Berufsbasketballspieler war 2009 der spanische Erstligist Baloncesto Fuenlabrada, allerdings wechselte er bereits im Dezember 2009 zum spanischen Drittligisten Bulevar de Avila, ohne zuvor einen Einsatz für Fuenlabrada bestritten zu haben. Nach einem kurzen Engagement im Jahr 2011 bei den Halifax Rainmen in der kanadischen Liga PBL, wechselte Voskuil im Januar 2011 zum dänischen Erstligisten Horsens IC. Seine dort erbrachten Leistungen (18,7 Punkte, 3,7 Rebounds/Spiel) und insbesondere seine Treffsicherheit beim Distanzwurf ließen den türkischen Zweitligisten Bornova Belediye auf ihn aufmerksam werden, der Voskuil im April 2011 für die restliche Saison 2010/11 verpflichtete.
Zur Spielzeit 2011/12 nahm er ein Angebot des italienischen Zweitligisten Basket Piacenza an und zeigte dort mit einem Punkteschnitt von 18,8 je Begegnung abermals seine Qualität im Angriff. In der Saison 2012/13 lief er in elf Spielen (6,1 Punkte/Spiel) für den französischen Erstligisten Chorale Roanne Basket auf, konnte damit die Mannschaftsverantwortlichen aber nicht überzeugen, im Dezember 2012 kam es zur Trennung. Nach einem erneuten Gastspiel in der zweiten türkischen Liga kehrt Voskuil nach Italien zurück, wo er sich in den folgenden Jahren als Spieler unterschiedlicher Mannschaften abermals als abschlussstarker Akteur zeigte. Im März 2014 machte er von sich reden, als er in einem Ligaspiel für Angelico Biella zwölf Dreipunktwürfe bei 19 Versuchen traf. Unterbrochen wurde seine Zeit in Italien durch ein Engagement beim belgischen Erstligisten Antwerp Giants, welches in der Saison 2016/17 aber bereits nach rund zwei Monaten beendet war. In den Spielzeiten 2011/12 sowie 2014/15 wurde Voskuil vom Basketballnachrichtenanbieter eurobasket.com jeweils zum europäischen Spieler des Jahres der zweiten italienischen Liga gekürt.
Nach dem Ende der Saison 2018/19 verließ er Italien, im November 2019 wurde Voskuil vom dänischen Erstligisten Randers Cimbria verpflichtet.

### Nationalmannschaft
2007 wurde Voskuil in die dänische Nationalmannschaft berufen und nahm in späteren Jahren mit der Auswahl unter anderem an EM-Qualifikationsspielen teil.